# 韋健豪
韋健豪（Marco Wegener，1995年8月15日—），生於香港，德港混血兒，香港足球運動員，司職左後衛，現時效力於香港超級聯賽球隊標準流浪。

## 球會生涯
韋健豪生於香港，父親為德國人而母親是香港人，從8歲開始接觸足球，並由10歲起接受正統訓練，到2006年於香港贏得選拔賽後，首度遠赴家鄉德國並在德國對阿根廷的德國世界盃8強中，獲得在柏林球場擔任持旗手的機會，到2013/14球季，他於下半季獲提拔上流浪一隊，更於2014年2月30日對橫濱FC香港的聯賽，首度為球會在聯賽中登場，惟結果流浪以1–4落敗，到2015/16球季下半季，韋健豪獲流浪教練團安排轉型左後衛位置，可惜他與前香港隊正選左後衛張健峰競爭下，上陣機會不多，直到球季完結後，韋健豪獲賞識邀請轉會隨流浪職球員一同轉會新成立的港超聯球會理文，並在球會獲得常規正選左後衛位置。
其後韋健豪選擇前往澳洲升學，至2022年完成學業後，回流港超聯加盟標準流浪，2022/23球季為球隊上陣12場。
2023年7月17日，港超聯新升班球隊北區足球會透過Facebook專頁宣布簽入韋健豪，2023/24球季將會穿上94號球衣。
2025/26球季，韋健豪再次加盟流浪。

## 國際賽生涯
於2016年7月15日，韋健豪入選香港U21的決選名單，岀戰在新加坡舉行的新加坡四國賽，可惜最終在賽事中面對伊朗和烏茲別克等強隊都大敗而回。

## 外部連結
- Marco Wegener （页面存档备份，存于）